# Batoglavka
Batoglavka (lat. Scopus umbretta) je vrsta prica, jedina živuća vrsta iz roda Scopus.
To je relativno velika ptica do 56 cm iz reda rodarica. Kako srodnički odnosi ove s drugim pticama iz reda nisu još dovoljno razjašnjeni, izdvojena je u zasebni rod i porodicu. Naziv je dobila po neobičnom obliku glave: ima izdužen kljun i prema straga izduženu pernatu "haubu".
Živi u vlažnim podsaharskim područjima, na Madagaskaru i zapadu Jemena i Saudijske Arabije.
IUCN procjenjuje brojnost ove vrste na 170.000 do 1,1 milijun jedinki, i ne smatra ju se ugroženom.

## Sistematika
Klasifikacija batoglavke je još uvijek zagonetna. Kljun mu ima daleku sličnost s kljunom krupnokljune rode (Balaeniceps rex). Polazeći od morfološke analize, može ih se svrstati blizu čaplji (Ardea) i plamenaca (Phoenicopteriformes), dok najnovije DNK analize daju novu opciju. Prema toj analizi, ova vrsta bila bi sestrinska vrsta velikog taksona kojeg čine pelikanke (Pelecaniformes) (s izuzetkom tropskih ptica) i krupnokljuna roda. Ovo dovodi u pitanje njihovo svrstavanje u red rodarica, no znanstvena zajednica još nije zauzela jedinstveni stav prema ovoj mogućnosti.
Postoje najmanje dvije podvrste. Scopus umbretta umbretta nastanjuje središnju, istočnu i južnu Afriku, kao i Madagaskar i zapadni dio Arabije. U zapadnoj Africi živi podvrsta Scopus umbretta minor. Nešto je manja ptica i ima uočljivo tamnije perje. Neki autori populaciju koja živi na Madagaskaru također smatraju zasebnom podvrstom s latinskim imenom Scopus umbretta bannermani.

## Vanjske poveznice
- Scopus umbretta

|  | Zajednički poslužitelj ima stranicu o temi Scopus umbretta    |
|  | Zajednički poslužitelj ima još gradiva o temi Scopus umbretta |
|  | Wikivrste imaju podatke o taksonu Scopus umbretta             |